# ClearSpace-1
ClearSpace-1, est la première mission de désorbitation d’un débris orbital mandatée par l’Agence spatiale européenne à la société ClearSpace une startup émanant de l'École polytechnique fédérale de Lausanne (EPFL). La mission vise à tester les technologies de rendez-vous spatial, de capture et de désorbitation de satellites en fin de vie et de débris spatiaux. Une rentrée atmosphérique destructrice détruira à la fois ClearSpace-1 et les satellites capturés. Le premier vol est financé par l'Agence spatiale européenne. Son lancement est prévu pour 2026,.

## Les différents concepts de l'EPFL
Le concept initial comprenait une griffe pour saisir les satellites. Cependant, après une collaboration avec des étudiants de la Haute École du paysage, d'ingénierie et d'architecture de Genève, les ingénieurs ont conclu qu'un filet qui attraperait les satellites était le système de collecte le plus agile et le plus fiable.
Pour réaliser la reconnaissance visuelle des satellites, l'organisation prévoit d'utiliser des caméras à plage dynamique élevée (pour gérer une grande plage de réflectivités) et traiter les images en temps réel.
Un concept précédent proposait d'utiliser un filet qui s'alignait et puis se repliait sur un satellite pour démontrer le concept. Il devait collecter le satellite SwissCube-1 qui a atteint sa durée de vie initiale.

## Spinoffet mission de l'ESA
Au début 2018, la mission CleanSpace One est transféré dans une spin-off appelée ClearSpace. En 2019, la startup remporte un appel d'offres du programme de sécurité spatiale de l'Agence spatiale européenne (ESA) dans le cadre du projet ADRIOS,Active Debris Removal / In-Orbit Servicing. Cette mission ciblera le Vespa, Vega Secondary Payload Adapter, un adaptateur de charge utile d'une fusée Vega. Il s'agit d'un débris provenant du second vol de la fusée européenne effectué en 2013. Il pèse 112 kg et se trouve approximativement à une altitude de 801 x 604 km,. Ce débris spatial est cependant lui-même frappé par un autre débris spatial, provoquant une fragmentation détectée depuis le sol,,. En raison de la possibilité d'une collision avec des débris, l'agence a choisi de changer la cible de ClearSpace-1 qui doit désormais viser le satellite PROBA-1.